# Redigobius penango
Redigobius penango är en fiskart som först beskrevs av Canna Maria Louise Popta 1922.  Redigobius penango ingår i släktet Redigobius och familjen smörbultsfiskar. Inga underarter finns listade i Catalogue of Life.